# Suizidologie
Die Suizidologie (aus Suizid und griechisch lógos „Wort, Rede, Lehre“) ist eine relativ junge Wissenschaft, die sich mit der Erforschung des Suizids und insbesondere mit der Suizidprävention beschäftigt. Sie ist ein Teilbereich der Psychiatrie, Psychologie, Soziologie und der Kulturwissenschaft und umfasst heute epidemiologische, neurobiochemische, klinisch-psychiatrische, soziologische, kulturwissenschaftliche und gegebenenfalls forensische Herangehensweisen.

## Geschichte der medizinischen Suizidforschung
Das Thema Suizid war jahrhundertelang den Philosophen, Theologen und Juristen vorbehalten. Erst mit der Zeit der Aufklärung wurde der Suizid zum Gegenstand medizinischer Forschung. Der Erste, der Suizid als psychische Störung interpretiert, war 1838 der französische Arzt Jean Étienne Esquirol. 1897 veröffentlichte Émile Durkheim die erste systematische soziologische Studie über den Suizid.
Anfang des 20. Jahrhunderts beginnt durch Vertreter der Psychoanalyse wie Sigmund Freud und Karl Abraham erstmals eine psychologische bzw. psychodynamische Betrachtung des Suizids.
Eine eigenständige Suizidforschung entsteht erst in der zweiten Hälfte des 20. Jahrhunderts. 1948 gründet Erwin Ringel in Wien das weltweit erste Zentrum zur Suizidprävention, initiiert 1960 die Gründung der International Association for Suicide Prevention (IASP) und wird deren erster Vorsitzender. 1968 gründet Edwin S. Shneidman in den USA die American Association of Suicidology (AAS). Vier Jahre später wird die Deutsche Gesellschaft für Suizidprävention (DGS) gegründet. Gernot Sonneck führt die Suizidforschung in Österreich weiter und gründet mit seinen Mitarbeitern 2007 die Wiener Werkstätte für Suizidforschung. Eine wesentliche Errungenschaft der neueren Geschichte ist eine Öffnung des medizinischen Forschungsbereiches hin zu anderen relevanten Forschungsfeldern. Diese Öffnung trägt einem modernen Public-Health-Ansatz, der sich mit individuellen und gesellschaftlichen Einflussfaktoren auf Gesundheit beschäftigt, Rechnung.

## Professur für Suizidologie und Suizidprävention
Die erste Professur für Suizidologie und Suizidprävention in Deutschland wurde 2024 an der Goethe-Universität Frankfurt errichtet. Ute Lewitzka wurde als erste Professorin berufen. Ermöglicht wurde die Stiftungsprofessur durch die Crespo Foundation, die Henryk-Sznap-Stiftung und die Dr. Elmar und Ellis Reiss Stiftung.